# Elecciones regionales de Sicilia de 2017
Las Elecciones regionales de Sicilia de 2017 se realizaron el 5 de noviembre de 2017 con el objetivo de renovar la Asamblea Regional Siciliana y elegir al Presidente de Sicilia. El actual presidente, Rosario Crocetta, no era candidato del Partido Democrático debido a su baja popularidad. El presidente elegido fue Nello Musumeci, líder del movimiento Diventerà Bellissima.

## Sistema electoral
El Parlamento Siciliano es elegido con un sistema mixto: 62 diputados se eligen con una forma de representación proporcional utilizando el cociente Hare con listas abiertas y un umbral del 5%, mientras que 8 parlamentarios (7+1) se eligen con un sistema de votación en bloque con listas cerradas.
| AG | CL | CT | EN | ME | PA | RG | SR | TP | Total |
| -- | -- | -- | -- | -- | -- | -- | -- | -- | ----- |
| 6  | 3  | 13 | 2  | 8  | 16 | 4  | 5  | 5  | 62    |

## Partidos y líderes
| Partido político o alianza | Partido político o alianza                                   | Listas constituyentes                                            | Listas constituyentes                                        | Resultado previo | Resultado previo | Candidato            |
| Partido político o alianza | Partido político o alianza                                   | Listas constituyentes                                            | Listas constituyentes                                        | Votes (%)        | Seats            | Candidato            |
| -------------------------- | ------------------------------------------------------------ | ---------------------------------------------------------------- | ------------------------------------------------------------ | ---------------- | ---------------- | -------------------- |
|                            | Coalición de centroderecha                                   |                                                                  | Forza Italia (FI) (incl. SC y PLI)                           | 18.9             | 17               | Nello Musumeci       |
|                            | Coalición de centroderecha                                   | Populares y Autonomistas                                         | 15.4                                                         | 14               |                  | Nello Musumeci       |
|                            | Coalición de centroderecha                                   | Unión de Centro (UdC) (incl. RD y Sicilia Vera)                  | 10.8                                                         | 11               |                  | Nello Musumeci       |
|                            | Coalición de centroderecha                                   | Diventerà Bellissima (DB) (incl. EpI)                            |                                                              |                  |                  | Nello Musumeci       |
|                            | Coalición de centroderecha                                   | Nello Musumeci Presidente (incl. Alianza por Sicilia, FdI y NcS) |                                                              |                  |                  | Nello Musumeci       |
|                            | Movimiento 5 Estrellas                                       | Movimiento 5 Estrellas                                           | Movimiento 5 Estrellas                                       | 14,9             | 15               | Giancarlo Cancelleri |
|                            | Coalición de centroizquierda                                 |                                                                  | Partido Democrático (PD)                                     | 13,4             | 14               | Fabrizio Micari      |
|                            | Sicilia Futura – Partido Socialista Italiano (SF–PSI)        |                                                                  |                                                              |                  |                  | Fabrizio Micari      |
|                            | Alternativa Popular – Centristas por Micari (AP–CpM)         |                                                                  |                                                              |                  |                  | Fabrizio Micari      |
|                            | Micari Presidente (inc. El Megáfono)                         | —                                                                | —                                                            |                  |                  | Fabrizio Micari      |
|                            | Cien Pasos para Sicilia (incl. MDP, SI, PRC, FdV, Pos y PSS) | Cien Pasos para Sicilia (incl. MDP, SI, PRC, FdV, Pos y PSS)     | Cien Pasos para Sicilia (incl. MDP, SI, PRC, FdV, Pos y PSS) | 3,1              | –                | Claudio Fava         |
|                            | Sicilianos Libres (SL)                                       | Sicilianos Libres (SL)                                           | Sicilianos Libres (SL)                                       | —                | —                | Roberto La Rosa      |

1. ↑  12.9 (PdL) + 6.0 (GS)
2. ↑  12 (PdL) + 5 (GS)
3. ↑  5.9 (CP) + 9.5 (PdS)
4. ↑  4 (CP) + 10 (PdS)

## Encuestas de opinión
| Fecha          | Firma de sondeo                                                       | Micari      | Musumeci | Cancelleri | Fava | Otros | Diferencia |      |     |     |      |
| -------------- | --------------------------------------------------------------------- | ----------- | -------- | ---------- | ---- | ----- | ---------- | ---- | --- | --- | ---- |
| Fecha          | Firma de sondeo                                                       | 20 Oct 2017 | Piepoli  | 25.0       | 42.0 | Otros | Diferencia | 25.0 | 8.0 | 0.0 | 17.0 |
| 20 Oct 2017    | Demos&Pi                                                              | 15.7        | 35.5     | 33.2       | 13.8 | 1.8   | 2.3        |      |     |     |      |
| 20 Oct 2017    | Demopolis Archivado el 20 de octubre de 2017 en Wayback Machine.      | 21.0        | 36.0     | 35.0       | 7.0  | 1.0   | 1.0        |      |     |     |      |
| 19 Oct 2017    | Tecnè Archivado el 19 de octubre de 2017 en Wayback Machine.          | 16.0        | 42.0     | 33.0       | 9.0  | 0.0   | 9.0        |      |     |     |      |
| 18 Oct 2017    | Keix                                                                  | 24.2        | 33.0     | 33.2       | 7.6  | 1.6   | 0.2        |      |     |     |      |
| 12 Oct 2017    | Demopolis                                                             | 22.0        | 35.0     | 33.0       | 9.0  | 1.0   | 2.0        |      |     |     |      |
| 11 Oct 2017    | Piepoli                                                               | 16.0        | 42.0     | 33.0       | 9.0  | 1.0   | 9.0        |      |     |     |      |
| 5 Oct 2017     | Index research Archivado el 11 de octubre de 2017 en Wayback Machine. | 20.0        | 37.0     | 30.0       | 10.0 | 3.0   | 7.0        |      |     |     |      |
| 4 Oct 2017     | Demopolis                                                             | 22.5        | 34.5     | 32.0       | 9.0  | 2.0   | 2.5        |      |     |     |      |
| 3 Oct 2017     | Tecnè                                                                 | 15.0        | 37.0     | 31.0       | 11.0 | 6.0   | 6.0        |      |     |     |      |
| 24 Sep 2017    | Ipsos                                                                 | 13.0        | 38.0     | 31.0       | 10.0 | 8.0   | 7.0        |      |     |     |      |
| 21 Sep 2017    | Index Research                                                        | 15.0        | 36.0     | 30.0       | 16.0 | 3.0   | 6.0        |      |     |     |      |
| 5 Sep 2017     | Demopolis                                                             | 22.0        | 34.0     | 35.0       | 6.0  | 3.0   | 1.0        |      |     |     |      |
| 29–30 Ago 2017 | Euromedia                                                             | 16.0        | 36.1     | 33.0       | 9.5  | 7.5   | 3.1        |      |     |     |      |
| 26–28 Ago 2017 | Lorien                                                                | 21.3        | 40.5     | 38.2       |      | 0.0   | 2.3        |      |     |     |      |

## Resultados
|                          |                      |           |       |         |                                              |                         |           |       |         |
| Candidatos               | Candidatos           | Votos     | %     | Escaños | Partidos                                     | Partidos                | Votos     | %     | Escaños |
|                          | Nello Musumeci       | 830.821   | 39,85 | 7       |                                              |                         |           |       |         |
|                          | Nello Musumeci       | 830.821   | 39,85 | 7       | Forza Italia                                 | 315.056                 | 16,37     | 14    |         |
|                          | Nello Musumeci       | 830.821   | 39,85 | 7       | Populares y Autonomistas                     | 136.520                 | 7,09      | 6     |         |
|                          | Nello Musumeci       | 830.821   | 39,85 | 7       | Unión de Centro                              | 134.124                 | 6,97      | 6     |         |
|                          | Nello Musumeci       | 830.821   | 39,85 | 7       | Diventerà Bellissima                         | 114.708                 | 5,96      | 6     |         |
|                          | Nello Musumeci       | 830.821   | 39,85 | 7       | Hermanos de Italia – Nosotros con Salvini    | 108.713                 | 5,65      | 5     |         |
| Total                    | Total                | 830.821   | 39,85 | 7       | 809.121                                      | 42,04                   | 36        |       |         |
|                          | Giancarlo Cancelleri | 722.555   | 34,65 | 1       |                                              | Movimiento 5 Estrellas  | 513.359   | 26,67 | 20      |
|                          | Fabrizio Micari      | 388.886   | 18,65 | –       |                                              |                         |           |       |         |
|                          | Fabrizio Micari      | 388.886   | 18,65 | –       | Partido Democrático                          | 250.633                 | 13,02     | 11    |         |
|                          | Fabrizio Micari      | 388.886   | 18,65 | –       | Sicilia Futura – Partido Socialista Italiano | 115.751                 | 6,01      | 2     |         |
|                          | Fabrizio Micari      | 388.886   | 18,65 | –       | Alternativa Popular – Centristas por Micari  | 80.366                  | 4,18      | –     |         |
|                          | Fabrizio Micari      | 388.886   | 18,65 | –       | Micari Presidente                            | 42.189                  | 2,19      | –     |         |
| Total                    | Total                | 388.886   | 18,65 | –       | 488.939                                      | 25,41                   | 13        |       |         |
|                          | Claudio Fava         | 128.157   | 6,15  | –       |                                              | Cien Pasos para Sicilia | 100.583   | 5,23  | 1       |
|                          | Roberto La Rosa      | 14.656    | 0,70  | –       |                                              | Sicilianos Libres       | 12.600    | 0,66  | –       |
|                          |                      |           |       |         |                                              |                         |           |       |         |
| Total candidatos         | Total candidatos     | 2.085.075 | 100   | 8       | Total partidos                               | Total partidos          | 1.924.602 | 100   | 70      |
| Fuente: Región Siciliana |                      |           |       |         |                                              |                         |           |       |         |

| \| Voto popular \| Voto popular \| Voto popular \| Voto popular \| Voto popular \| \| ------------ \| ------------ \| ------------ \| ------------ \| ------------ \| \| Partidos \| Partidos \| \| % \| % \| \| M5S \| M5S \| \| 26.67 % \| 26.67 % \| \| FI \| FI \| \| 16.37 % \| 16.37 % \| \| PD \| PD \| \| 13.02 % \| 13.02 % \| \| CP–MpA \| CP–MpA \| \| 7.09 % \| 7.09 % \| \| UdC \| UdC \| \| 6.97 % \| 6.97 % \| \| SF–PSI \| SF–PSI \| \| 6.01 % \| 6.01 % \| \| DB \| DB \| \| 5.96 % \| 5.96 % \| \| FdI–NcS \| FdI–NcS \| \| 5.65 % \| 5.65 % \| \| CPpS \| CPpS \| \| 5.23 % \| 5.23 % \| \| AP–CpM \| AP–CpM \| \| 4.18 % \| 4.18 % \| \| MP \| MP \| \| 2.19 % \| 2.19 % \| \| SL \| SL \| \| 0.66 % \| 0.66 % \| |          |  |         |         |
| Voto popular |          |  |         |         |
| Partidos | Partidos |  | %       | %       |
| M5S | M5S      |  | 26.67 % | 26.67 % |
| FI | FI       |  | 16.37 % | 16.37 % |
| PD | PD       |  | 13.02 % | 13.02 % |
| CP–MpA | CP–MpA   |  | 7.09 %  | 7.09 %  |
| UdC | UdC      |  | 6.97 %  | 6.97 %  |
| SF–PSI | SF–PSI   |  | 6.01 %  | 6.01 %  |
| DB | DB       |  | 5.96 %  | 5.96 %  |
| FdI–NcS | FdI–NcS  |  | 5.65 %  | 5.65 %  |
| CPpS | CPpS     |  | 5.23 %  | 5.23 %  |
| AP–CpM | AP–CpM   |  | 4.18 %  | 4.18 %  |
| MP | MP       |  | 2.19 %  | 2.19 %  |
| SL | SL       |  | 0.66 %  | 0.66 %  |

| \| Presidente \| Presidente \| Presidente \| Presidente \| Presidente \| \| ---------- \| ---------- \| ---------- \| ---------- \| ---------- \| \| Candidatos \| Candidatos \| \| % \| % \| \| Musumeci \| Musumeci \| \| 39.85 % \| 39.85 % \| \| Cancelleri \| Cancelleri \| \| 34.65 % \| 34.65 % \| \| Micari \| Micari \| \| 18.65 % \| 18.65 % \| \| Fava \| Fava \| \| 6.15 % \| 6.15 % \| \| La Rosa \| La Rosa \| \| 0.70 % \| 0.70 % \| |            |  |         |         |
| Presidente |            |  |         |         |
| Candidatos | Candidatos |  | %       | %       |
| Musumeci | Musumeci   |  | 39.85 % | 39.85 % |
| Cancelleri | Cancelleri |  | 34.65 % | 34.65 % |
| Micari | Micari     |  | 18.65 % | 18.65 % |
| Fava | Fava       |  | 6.15 %  | 6.15 %  |
| La Rosa | La Rosa    |  | 0.70 %  | 0.70 %  |